# Manuel Bentes
Manuel Conçalves Bentes, né à Serpa le 3 avril 1885 et mort à Vila Viçosa en 1961, est un peintre portugais.

## Biographie
Il étudie à l'École des Beaux-Arts de Lisbonne, puis à l'Académie Julian à Paris et expose au Salon des artistes français de 1927 et de 1929 des paysages et des natures mortes.